# Cementiri de Sant Vicenç de Calders
El Cementiri de Sant Vicenç de Calders és una obra del Vendrell (Baix Penedès) protegida com a Bé Cultural d'Interès Local.

## Descripció
El cementiri de Sant Vicenç de Calders se situa a la carretera de Sant Vicenç (TP-2044) quilòmetre 1,8. Presenta una tanca rectangular, que dona forma a la pròpia planta. Aquesta tanca és emblanquinada i coronada per rajola vidriada de color verd. La porta d'accés amb llinda i brancals de pedra pintats de color ocre.
A l'interior hi ha una petita font de carreus irregulars, i el mur de nínxols situat a la part esquerra de la tanca.